# 組織学会
特定非営利活動法人組織学会（そしきがっかい）は、広く一般市民を対象として、組織科学に関する啓蒙・普及・教育事業と組織科学に関する調査・研究を行っている学術団体。1959年に設立され、2005年に特定非営利活動法人（NPO法人）となる。事務局は東京都千代田区丸の内2-5-2三菱ビルB1F B171区外に置いている。経営学領域で最大規模の会員数を持ち、学会誌『組織科学』は国内トップジャーナルとなっている。

## 活動
主な活動に、学会誌の発行、年次大会・研究発表大会・各種研究会・シンポジウムの開催、学会賞（高宮賞）の授与など。

## 学会誌『組織科学』
学会誌『組織科学』は、1967年に社会科学の総合理論雑誌として出版が開始された。組織学会が編集し、白桃書房より発行している。年4回刊行し、日本の組織論や経営学の分野において研究論文を掲載する。組織の諸問題に関し、経営学、経済学、行政学、社会学、心理学などの分野から学際的にアプローチしていることで高い評価を得ているとされる。掲載区分は、最新のテーマに沿って国内外の研究者の研究成果を招待する「特集論文」、テーマに沿った論文の公募をおこない査読に通過した研究成果を掲載する「公募型（CFP型）特集論文」、会員が自由なテーマで投稿した論文を査読の上掲載する「自由論題」がある。
また、内外の研究書の「書評」、会員の研究、教育、その他の活動に関する話題をとりあげる「視点」、会員の海外経験についての「海外レポート」も掲載される。
- 『組織科学』

## 歴代会長
| 期間                             | 氏名       | 出身校                       | 備考             |
| -------------------------------- | ---------- | ---------------------------- | ---------------- |
| 1959年～1962年                   | 馬場敬治   | 東京帝国大学工学部電気工学科 | 東京帝国大学教授 |
| 1963年～1986年5月                | 高宮晋     | 東京帝国大学経済学部         | 一橋大学教授     |
| 1986年5月～1987年5月【会長代行】 | 岡本康雄   | 東京大学経済学部             | 東京大学教授     |
| 1987年6月～1992年5月             | 岡本康雄   | 東京大学経済学部             | 東京大学教授     |
| 1993年6月～1996年5月             | 下川浩一   | 九州大学経済学部             | 法政大学教授     |
| 1996年6月～2002年9月             | 野中郁次郎 | 早稲田大学政治経済学部       | 一橋大学教授     |
| 2002年10月～2005年9月            | 伊丹敬之   | 一橋大学商学部               | 一橋大学教授     |
| 2005年10月～2009年9月            | 加護野忠男 | 神戸大学経営学部             | 神戸大学教授     |
| 2009年10月～2013年9月            | 藤本隆宏   | 東京大学経済学部             | 東京大学教授     |
| 2013年10月～2015年8月            | 沼上幹     | 一橋大学社会学部             | 一橋大学教授     |
| 2015年9月～2017年8月             | 淺羽茂     | 東京大学経済学部             | 早稲田大学教授   |
| 2017年9月～2021年8月             | 新宅純二郎 | 東京大学経済学部             | 東京大学教授     |
| 2021年9月～2023年8月             | 高橋伸夫   | 小樽商科大学商学部           | 東京大学教授     |
| 2023年9月～現在                  | 青島矢一   | 一橋大学商学部               | 一橋大学教授     |

## 沿革
1959年　学会設立
1962年　馬場敬治会長逝去により休眠状態へ
1963年　高宮晋会長就任、活動再開
1967年　『組織科学』創刊
1985年　学会賞（高宮賞）創設
1986年　高宮会長逝去、岡本康雄が会長代行に就任
1987年　岡本康雄会長就任
1988年　会計年度を10月1日から翌年9月30日に変更
1993年　下川浩一会長就任
1996年　野中郁次郎会長就任
2002年　伊丹敬之会長就任
2004年　東京都より特定非営利活動法人としての認可を受ける
2005年　加護野忠男会長就任
2009年　藤本隆宏会長就任
2012年　『組織学会大会論文集』（トランザクションズ）創刊
2013年　沼上幹会長就任
2015年　淺羽茂会長就任
2017年　新宅純二郎会長就任
2021年　高橋伸夫会長就任
2023年　青島矢一会長就任

## 組織学会「高宮賞」
組織学会賞は、若手研究者（原則として執筆時に著書45歳以下、論文40歳以下）の組織科学研究を奨励するために、1985年6月に創設された。組織学会の基礎を築き、特に若手研究者の育成に尽力した第二代会長・高宮晋の没後（1986年）に「組織学会高宮賞」となった。組織学会高宮賞は「組織科学の領域において、前年に研究書として出版された研究業績の中で最高の評価のものに授与され」「経営学において、日本で最も権威のある賞の一つ」とされる。候補作が複数存在した場合であっても、選考の結果、著書部門・論文部門ともに「該当者なし」とされる年もある。
歴代受賞作品
- 第1回（1985年）
  - 【著書部門】 加護野忠男・野中郁次郎・榊原清則・奥村昭博『日米企業の経営比較』 日本経済新聞社
  - 【論文部門】 なし
- 第2回（1986年）
  - 【著書部門】 佐々木恒男『アンリ･ファヨール』 文眞堂
  - 【著書部門】 村田晴夫『管理の哲学』 文眞堂
  - 【論文部門】 なし
- 第3回（1987年）
  - 【著書部門】 坂下昭宣『組織行動研究』 白桃書房
  - 【論文部門】 なし
- 第4回（1988年）
  - 【著書部門】 今田高俊『自己組織性』 創文社
  - 【論文部門】 なし
- 第5回（1989年）
  - 【著書部門】 高橋伸夫 Design of Adaptive Organizations: Models and Empirical Research, Springer-Verlag
  - 【論文部門】 花田光世「日本企業の人事戦略」 『組織科学』
  - 【論文部門】 金井壽宏「企業者コミュニティにおけるネットワーキング組織の生成と機能」 『神戸大学経営学部研究年報』
  - 【論文部門】 田中政光「組織化された無秩序と技術革新」 『東北学院大学論集 経済学』
- 第6回（1990年）
  - 【著書部門】 服部民夫『韓国の経営発展』 文眞堂
  - 【論文部門】 なし
- 第7回（1991年）
  - 【著書部門】 田尾雅夫『行政サービスの組織と管理』 木鐸社
  - 【論文部門】 なし
- 第8回（1992年）
  - 【著書部門】 小林敏男『正当性の条件』 有斐閣
  - 【論文部門】 なし
- 第9回（1993年）
  - 【著書部門】 金井壽宏『変革型ミドルの探求』 白桃書房
  - 【論文部門】 桑田耕太郎「ストラテジック・ラーニングと組織の長期適応」 『組織科学』
- 第10回（1994年）
  - 【著書部門】 太田肇 『プロフェッショナルと組織』 同文舘
  - 【著書部門】 山倉健嗣『組織間関係』 有斐閣
  - 【論文部門】 なし
- 第11回（1995年）
  - 【著書部門】 新宅純二郎『日本企業の競争戦略』 有斐閣
  - 【著書部門】 佐藤俊樹『近代・組織・資本主義』 ミネルヴァ書房
  - 【著書部門】 田中豊治『地方行政官僚制における組織変革の社会学的研究』 時潮社
  - 【論文部門】 なし
- 第12回（1996年）
  - 【著書部門】 淺羽茂『競争と協力の戦略』 有斐閣
  - 【著書部門】 高巌『H.A.サイモン研究』 文眞堂
  - 【論文部門】 沼上幹「経営学におけるマクロ現象法則確立の可能性」 『組織科学』
- 第13回（1997年）
  - 【著書部門】 なし
  - 【論文部門】 守島基博 “Evolution of White-Collar Human Resource Management in Japan,” Advances in Industrial and Labor Relations
- 第14回（1998年）
  - 【著書部門】 延岡健太郎『マルチプロジェクト戦略』 有斐閣
  - 【著書部門】 藤本隆宏『生産システムの進化論』 有斐閣
  - 【論文部門】 軽部大「日米半導体産業における制度と企業戦略」 『組織科学』
- 第15回（1999年）
  - 【著書部門】 中條秀治『組織の概念』 文眞堂
  - 【論文部門】 原田勉「汎用・専用技術の相互浸透」 『組織科学』
  - 【論文部門】 安藤史江「組織学習と組織内地図の形成」 『組織科学』
- 第16回（2000年）
  - 【著書部門】 沼上幹『液晶ディスプレイの技術革新史』 白桃書房
  - 【著書部門】 原田勉『知識転換の経営学』 東洋経済新報社
  - 【論文部門】 加藤俊彦「技術システムの構造化理論」 『組織科学』
  - 【論文部門】 清水剛「合併行動のイベント・ヒストリー分析」 『組織科学』
- 第17回（2001年）
  - 【著書部門】 小川進『イノベーションの発生論理』 千倉書房
  - 【著書部門】 長瀬勝彦『意思決定のストラテジー』 中央経済社
  - 【論文部門】 天野倫文「国際分業と転換行動」 『組織科学』
  - 【論文部門】 桑嶋健一「医薬品の研究開発プロセスにおける組織能力」 『組織科学』
- 第18回（2002年）
  - 【著書部門】 なし
  - 【論文部門】 島本実「資源の集中による間隙: ファインセラミック産業の行為システム記述」 『組織科学』
  - 【論文部門】 横山恵子「NPO設立による企業間協働と企業社会貢献の新展開: ジオ・サーチ社を中心とした協働型パートナーシップ」 『組織科学』
- 第19回（2003年）
  - 【著書部門】 なし
  - 【論文部門】 輕部大「日米HPC産業における2つの性能進化: 企業の資源蓄積と競争環境との相互依存関係が性能進化に与える影響」 『組織科学』
- 第20回（2004年）
  - 【著書部門】 篠原健一『転換期のアメリカ労使関係: 自動車産業における作業組織改革』 ミネルヴァ書房
  - 【論文部門】 なし
- 第21回（2005年）
  - 【著書部門】 三品和広『戦略不全の論理: 慢性的な低収益の病からどう抜け出すか」東洋経済新社
  - 【論文部門】 堀川裕司「技術の二重性: CMP装置産業における計測・評価技術の意味」 『組織科学』
- 第22回（2006年）
  - 【著書部門】 藤本昌代 『専門職の転職構造: 組織準拠性と移動』 文眞堂
  - 【論文部門】 なし
- 第23回（2007年）
  - 【著書部門】 なし
  - 【論文部門】 椙山泰生「技術を導くビジネス・アイデア: コーポレートR&Dにおける技術的成果はどのように向上するか」 『組織科学』
  - 【論文部門】 加藤厚海「産業集積における仲間型取引ネットワークの機能と形成プロセス: 東大阪地域の金型産業の事例研究」 『組織科学』
- 第24回（2008年）
  - 【著書部門】 なし
  - 【論文部門】 高永才「技術知識蓄積のジレンマ: 温度補償型水晶発振器市場の製品開発過程における分析」 『組織科学』
- 第25回（2009年）
  - 【著書部門】 高木朋代 『高年齢者雇用のマネジメント: 必要とされ続ける人材の育成と活用』 日本経済出版社
  - 【論文部門】 北居明・鈴木竜太「組織文化と組織コミットメントの関係に関する実証研究: クロスレベル分析を通じて」 『組織科学』 Vol.41, No.2, 2007
- 第26回（2010年）
  - 【著書部門】 なし
  - 【論文部門】 島貫智行「人材マネジメントの分権化と組織パフォーマンス: 施策運用における意思決定構造に注目して」 『組織科学』 Vol.42, No.4, 2009
  - 【論文部門】 服部泰宏「日本企業における心理的契約の探索的研究: 契約内容と履行状況、企業への信頼に対する影響」 『組織科学』 Vol.42, No.2, 2008
- 第27回（2011年）
  - 【著書部門】 なし
  - 【論文部門】 田中英式「産業集積内ネットワークのメカニズム: 岡山ジーンズ産業集積のケース」 『組織科学』 Vol.43, No.4, 2010
- 第28回（2012年）
  - 【著書部門】 加藤俊彦『技術システムの構造と革新: 方法論的視座に基づく経営学の探究』 白桃書房
  - 【論文部門】 坪山雄樹「組織ファザードをめぐる組織内政治と誤解: 国鉄再建計画を事例として」 『組織科学』 Vol.44, No.3, 2011
  - 【論文部門】 松本陽一「イノベーションの資源動員と技術進化: カネカの太陽電池事業の事例」 『組織科学』 Vol.44, No.3, 2011
- 第29回（2013年）
  - 【著書部門】 古瀬公博『贈与と売買の混在する交換: 中小企業M&Aにおける経営者の葛藤とその解消プロセス』 白桃書房
  - 【著書部門】 生稲史彦『開発生産性のディレンマ －デジタル化時代のイノベーション・パターン』 有斐閣
  - 【論文部門】 小松威彦「半導体製造における統合と分業の選択: 取引費用理論と資源ベース理論に基づく実証分析」 『組織科学』 Vol.45, No.2, 2011
- 第30回（2014年）
  - 【著書部門】 鈴木竜太『関わりあう職場のマネジメント』 有斐閣
  - 【著書部門】 福嶋路『ハイテク・クラスターの形成とローカルイニシアティブ: テキサス州オースティンの奇跡はなぜ起こったのか』 東北大学出版会
  - 【論文部門】 なし
- 第31回（2015年）
  - 【著書部門】 稲水伸行『流動化する組織の意思決定: エージェント・ベース・アプローチ』 東京大学出版会
  - 【論文部門】 兒玉公一郎「技術変化への適応プロセス: 写真プリント業界における写真のデジタル化への対応を事例に」 『組織科学』 Vol.47, No.1, 2013
  - 【論文部門】 佐藤秀典「ルーチン形成における管理者の認識とパワー: 自動車販売現場における管理者の役割」 『組織科学』 Vol.47, No.2, 2013
- 第32回（2016年）
  - 【著書部門】 島本実『計画の創発: サンシャイン計画と太陽光発電』 有斐閣
  - 【論文部門】 小阪玄次郎「専業メーカーと統合メーカーにおける技術開発体制: 蛍光表示管業界の事例研究」 『組織科学』 Vol.48, No.1, 2014
  - 【論文部門】 中内基博「技術者間における知識移転の促進要因: 情報獲得者の観点から」 『組織科学』 Vol.48, No.2, 2014
- 第33回（2017年）
  - 【著書部門】 清水洋『ジェネラル・パーパス・テクノロジーのイノベーション: 半導体レーザーの技術進化の日米比較』 有斐閣
  - 【論文部門】 山口真一「ネットワーク外部性の時間経過による効果減少と普及戦略: ゲーム産業の実証分析」 『組織科学』 Vol.49, No.3, 2016
- 第34回（2018年）
  - 【著書部門】 島貫智行『派遣労働という働き方: 市場と組織の間隙』 有斐閣
  - 【著書部門】 立本博文『プラットフォーム企業のグローバル戦略: オープン標準の戦略的活用とビジネス・エコシステム』 有斐閣
  - 【論文部門】 谷口諒「シンボルを用いた資源獲得の成功による資源配分の失敗:「バイオマス・ニッポン総合戦略」の事例」 『組織科学』 Vol.50, No.4, 2017
  - 【論文部門】 渡辺周「強い監視による看過の増幅: コミットメント・エスカレーションに役員が与える影響」 『組織科学』 Vol.50, No.4, 2017
- 第35回（2019年）
  - 【著書部門】 なし
  - 【論文部門】 高田直樹「共同研究開発を通じたイノベーションの実現要因: プロジェクトレベルの要因がもたらす影響」 『組織科学』  Vol.51, No.4, 2018
- 第36回（2020年）
  - 【著書部門】 なし
  - 【論文部門】 岩尾俊兵「インクリメンタル・イノベーションと組織設計：日本の自動車産業における改善活動の実態とコンピュータ・シミュレーション」『組織科学』 Vol.52, No.2, 2018
- 第37回（2021年）
  - 【著書部門】岩尾俊兵『イノベーションを生む“改善”：自動車工場の改善活動と全社の組織設計』有斐閣
  - 【著書部門】兒玉公一郎『業界革新のダイナミズム：デジタル化と写真ビジネスの変革』白桃書房
  - 【論文部門】井口衡「同族企業における事業継承の不確実性と長期的投資行動」『組織科学』Vol.53, No.3, 2020
  - 【論文部門】酒井健「組織の正統性修復における経営者の表情－期限切れ食肉事件の比較事例分析」『組織科学』Vol.53, No.4, 2020
- 第38回（2022年）
  - 【著書部門】服部泰宏『組織行動論の考え方・使い方　ー良質のエビデンスを手にするために』有斐閣
  - 【論文部門】勝又壮太郎・金勝鎮「市場制約による段階的な機能向上：スマートフォンの画面サイズはなぜ少しずつ大きくなったのか？」『組織科学』Vol.54, No.2, 2020
- 第39回（2023年）
  - 【著書部門】 なし
  - 【論文部門】 なし
- 第40回（2024年）
  - 【著書部門】 園田薫『外国人雇用の産業社会学：雇用関係のなかの「同床異夢」』有斐閣
  - 【論文部門】 なし